# The Donays
The Donays est un groupe américain de R&B des années 1960 originaire de Détroit originellement composé de Janice Guinn, sa sœur Armie, Yvonne Singleton, Michelle Ray et Mary (dont le nom est aujourd'hui oublié).  
En 1962, après le départ de cette dernière, elles sortent l'enregistrement original de la chanson Devil in His Heart, couplé à Bad Boy sur la face B.  Une troisième chanson est enregistrée, You Always Talk About Tomorrow, mais le groupe se dissous après la parution de cet unique 45-tours. Le disque est découvert par George Harrison dans les présentoirs du magasin de son gérant et la chanson est enregistrée par les Beatles en 1963 sous le titre Devil in Her Heart.
Yvonne Singleton, la chanteuse principale sur les enregistrements, prend le nom Yvonne Vernee et continue sa carrière à la suite de la séparation du groupe. Elle enregistre trois singles pour plus tard se joindre au groupe The Elgins dans les années 1970.